# Звежинець (Замостський повіт)
Звежи́нець, або Звіринець (пол. Zwierzyniec) — місто у східній Польщі, на річці Вепр.
Належить до Замойського повіту Люблінського воєводства.

## Історія
За даними етнографічної експедиції 1869—1870 років під керівництвом Павла Чубинського, у місті переважно проживали польськомовні римо-католики, меншою мірою — греко-католики, які також розмовляли польською.

## Демографія
Демографічна структура станом на 31 березня 2011 року:
|          | Загалом | Допрацездатний вік | Працездатний вік | Постпрацездатний вік |
| -------- | ------- | ------------------ | ---------------- | -------------------- |
| Чоловіки | 1614    | 313                | 1115             | 186                  |
| Жінки    | 1764    | 305                | 1015             | 444                  |
| Разом    | 3378    | 618                | 2130             | 630                  |